# Структура белков
Структура белков — расположение атомов молекулы белка в трёхмерном пространстве. Белки являются полимерами — полипептидами, последовательностями, составленными из мономеров — различных L-α-аминокислот. Обычно белок, состоящий менее чем из 40 аминокислот, называют пептидом. Для того, чтобы осуществлять свои биологические функции, белки сворачиваются в одну или несколько особых пространственных конфигураций (нативную форму от англ. native state), обусловленных рядом нековалентных взаимодействий, таких, как водородные связи, ионные связи, силы Ван-дер-Ваальса. Для понимания того, как функционируют белки на молекулярном уровне, необходимо определить их трёхмерную структуру.
Денатурацией белка называют разрушение белковой структуры. Она может произойти при нагревании, действии кислот, щелочей и спиртосодержащих веществ.
Ренатурацией белка называют процесс восстановления белковой структуры, при этом первичная структура его сохраняется. Это возможно в том случае, если действие агентов (разрушающих факторов) было несильным и недолгим.
При разрушении всех структур белка, происходит необратимая денатурация. Примером необратимой денатурации может быть жарка яичницы.

## Уровни структуры белков

Структура белков, от первичной к четвертичной.

Существуют четыре уровня структуры белков.

### Первичная (линейная) структура
Представляет собой цепь аминокислот, соединенных пептидными связями. От первичной структуры зависят состав, свойства и функции белка.

### Вторичная структура (спираль, гармошка)

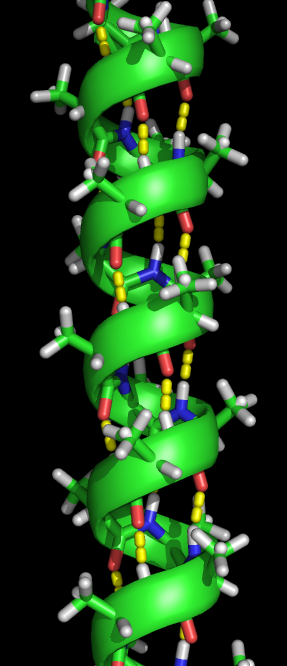
Альфа-спираль

### Третичная структура белков (глобула, клубок)
Имеет гидрофобную сердцевину и гидрофильный наружный слой.
Функция: определяет пространственную конфигурацию белка.

### Четвертичная структура белков
Четвертичная структура представляет собой 3-4 белковые молекулы в состоянии глобулы. Характерна только для сложных белков (например, гемоглобина).

## Для дополнительного чтения
- 50 Years of Protein Structure Determination Timeline — HTML Version — National Institute of General Medical Sciences at NIH